# Golden State Warriors 1974-1975
La stagione 1974-75 dei Golden State Warriors fu la 26ª nella NBA per la franchigia.
I Golden State Warriors vinsero la Pacific Division della Western Conference con un record di 48-34. Nei play-off vinsero la semifinale di conference con i Seattle SuperSonics (4-2), la finale di conference con i Chicago Bulls (4-3), vincendo poi il titolo battendo nella finale NBA i Washington Bullets (4-0).

## Western Conference
| Squadra             | V  | P  | %    | GB |
| ------------------- | -- | -- | ---- | -- |
| G.S. Warriors C     | 48 | 34 | 58,5 | -  |
| Seattle S.Sonics    | 43 | 39 | 52,4 | 5  |
| Portland T. Blazers | 38 | 44 | 46,3 | 10 |
| Phoenix Suns        | 32 | 50 | 39   | 16 |
| L.A. Lakers         | 30 | 52 | 36,6 | 18 |

## Roster
| \| Pos. \| Num. \| Naz. \| Nome \| Altezza \| Peso \| Data nascita \| Provenienza \| \| ---- \| ---- \| ---- \| ------------------ \| ------- \| ------ \| ------------ \| ------------- \| \| A \| 24 \| \| Barry, Rick \| 201 cm \| 93 kg \| 28-03-1944 \| Miami (FL) \| \| G \| 21 \| \| Beard, Butch \| 191 cm \| 84 kg \| 04-05-1947 \| Louisville \| \| G \| 22 \| \| Bracey, Steve \| 185 cm \| 79 kg \| 01-08-1950 \| Tulsa \| \| A/C \| 32 \| \| Bridges, Bill \| 198 cm \| 103 kg \| 04-04-1939 \| Kansas \| \| A \| 40 \| \| Dickey, Derrek \| 201 cm \| 99 kg \| 20-03-1951 \| Cincinnati \| \| G \| 15 \| \| Dudley, Charles \| 188 cm \| 82 kg \| 05-03-1950 \| Washington \| \| G \| 10 \| \| Johnson, Charles \| 183 cm \| 77 kg \| 31-03-1949 \| UC Berkeley \| \| A/C \| 52 \| \| Johnson, George T. \| 211 cm \| 93 kg \| 18-12-1948 \| Dillard \| \| A \| 34 \| \| Kendrick, Frank \| 198 cm \| 90 kg \| 11-09-1950 \| Purdue \| \| G/AP \| 23 \| \| Mullins, Jeff \| 193 cm \| 86 kg \| 18-03-1942 \| Duke \| \| C \| 44 \| \| Ray, Clifford \| 206 cm \| 104 kg \| 21-01-1949 \| Oklahoma \| \| G \| 20 \| \| Smith, Phil \| 193 cm \| 84 kg \| 22-04-1952 \| San Francisco \| \| G/AP \| 43 \| \| Wilkes, Jamaal \| 198 cm \| 86 kg \| 02-05-1953 \| UCLA \| | Allenatore - Al Attles Assistente/i - Joe Roberts - Dick D'Oliva Legenda - (C) Capitano - (FA) Free agent - (S) Sospeso - (TW) Contratto Two-way - (GL) Assegnato a squadra G League affiliata - Infortunato Roster • Transazioni · Ultima transazione: 29 maggio 1975 |                        |                    |         |        |              |               |
| Pos. | Num. | Naz.                   | Nome               | Altezza | Peso   | Data nascita | Provenienza   |
| A | 24 | Stati Uniti (bandiera) | Barry, Rick        | 201 cm  | 93 kg  | 28-03-1944   | Miami (FL)    |
| G | 21 | Stati Uniti (bandiera) | Beard, Butch       | 191 cm  | 84 kg  | 04-05-1947   | Louisville    |
| G | 22 | Stati Uniti (bandiera) | Bracey, Steve      | 185 cm  | 79 kg  | 01-08-1950   | Tulsa         |
| A/C | 32 | Stati Uniti (bandiera) | Bridges, Bill      | 198 cm  | 103 kg | 04-04-1939   | Kansas        |
| A | 40 | Stati Uniti (bandiera) | Dickey, Derrek     | 201 cm  | 99 kg  | 20-03-1951   | Cincinnati    |
| G | 15 | Stati Uniti (bandiera) | Dudley, Charles    | 188 cm  | 82 kg  | 05-03-1950   | Washington    |
| G | 10 | Stati Uniti (bandiera) | Johnson, Charles   | 183 cm  | 77 kg  | 31-03-1949   | UC Berkeley   |
| A/C | 52 | Stati Uniti (bandiera) | Johnson, George T. | 211 cm  | 93 kg  | 18-12-1948   | Dillard       |
| A | 34 | Stati Uniti (bandiera) | Kendrick, Frank    | 198 cm  | 90 kg  | 11-09-1950   | Purdue        |
| G/AP | 23 | Stati Uniti (bandiera) | Mullins, Jeff      | 193 cm  | 86 kg  | 18-03-1942   | Duke          |
| C | 44 | Stati Uniti (bandiera) | Ray, Clifford      | 206 cm  | 104 kg | 21-01-1949   | Oklahoma      |
| G | 20 | Stati Uniti (bandiera) | Smith, Phil        | 193 cm  | 84 kg  | 22-04-1952   | San Francisco |
| G/AP | 43 | Stati Uniti (bandiera) | Wilkes, Jamaal     | 198 cm  | 86 kg  | 02-05-1953   | UCLA          |